# Killer Kelly
Raquel Lourenço (nacida el 21 de marzo de 1992) es una luchadora profesional portuguesa conocida con el nombre de Killer Kelly. Es también conocida por sus apariciones en Westside Xtreme Wrestling y Pro-Wrestling: EVE.

## Carrera de lucha libre profesional

### Circuito independiente (2016–presente)
Lourenço hizo su debut profesional en 2016 para Wrestling Portugal como Kelly en una batalla real. Durante el resto del 2016, Kelly continuó consiguiendo victorias en Wrestling Portugal. En mayo de 2017, Kelly hizo sus debut en World Stars Of Wrestling y estuvo fue derrotada por Nina Samuels. En agosto, ahora conocida como Killer Kelly, ella hizo su debut en Revolution Championship Wrestling, perdiendo ante Camille en su debut. La noche siguiente ella hizo equipo con Camille y Debbie Sharp donde fueron derrotadas por Hana Kimura, Kagetsu y Dragonita de Oedo Tai. En diciembre de 2017,  fue derrotada por Alpha Female en un evento de Next Step Wrestling. En marzo de 2018, hizo su debut para Pro-Wrestling: EVE, perdiendo ante Charlie Morgan. El 1 de abril de 2018, ella hizo su debut en Revolution Pro Wrestling, perdiendo ante Bobbi Tyler. Más tarde en ese mismo mes sería derrotada por Viper. 

### Westside Xtreme Wrestling (2017–presente)
Killer Kelly hizo su debut para Westside Xtreme Wrestling en Femmes Fatales 2017, perdiendo contra Laura Di Matteo. El mismo día fue derrotada por Jinny. En el espectáculo del 17.° aniversario de wXw, se convirtió en la campeona inaugural femenina de wXw después de derrotar a Melanie Gray en la final del torneo después de que ambas mujeres optubieran los mismos puntos en el torneo. Un mes más tarde perdió el título ante Toni Storm. En un episodio de Shotgun, fue derrotada por Veda Scott. En mayo de 2018, Kelly y Marius Al-Ani derrotaron a Absolute Andy y Melanie Gray. El 19 de mayo, Kelly y Toni Storm vencieron a LuFisto y Gray.

### WWE (2018–2020)
Lourenço hizo su debut en WWE debut en la primera noche del WWE United Kingdom Championship Tournament (2018) en una lucha fatal de tres esquinas para ganar una oportunidad por el NXT Women's Championship. La noche siguiente ella fue derrotada por Charlie Morgan. Ella es la primera persona proveniente de Portugal que compite en WWE. Compitió en el torneo Mae Young Classic, perdiendo ante Meiko Satomura en la primera ronda. En la edición de NXT UK del 24 de octubre, perdió ante Dakota Kai. Terminó contrato con la empresa en enero de 2020.

### Progress Wrestling (2018)
En julio de 2018,  hizo su en Progress Wrestling en el Chapter 73, perdiendo ante Toni Storm.

### Impact Wrestling (2020)
El 14 de noviembre de 2020, en Turning Point, Impact Wrestling confirmó que Kelly haría su debut en Impact al participar en un torneo para coronar a los nuevos Campeones Knockouts en Parejas de Impact junto con Renee Michelle.

## Vida personal
Lourenço tiene un hermano. Empezó a mirar lucha libre profesional cuando tenía 7 años. Antes de ser entrenada, Lourenço luchó en promociones de lucha en el patio trasero. Ella nombra a Low Ki, Gail Kim, Katsuyori Shibata, Asuka, Toni Storm y Charlotte Flair como sus influencias. En septiembre del año 2024, Lourenço anunció que estaba embarazada, revelando que tendría una niña junto a Myron Reed. La niña naciendo a principios de 2025.

## En lucha
- Movimientos finales
  - Straight jacked german suplex
  - Killer Clutch (Half Nelson Choke)

- Moviemientos de firma
  - Dragon sleeper a un oponete en la esquina
  - Múltiples variaciones de kick
    - Bicycle kick
    - Hesitation a un oponente sentando en la esquina
    - Penalty
    - Super
    - Drop

  - Múltiples variaciones de suplex
    - Fisherman
    - German

## Campeonatos y logros
- Impact Wrestling/Total Nonstop Action Wrestling
  - Impact/TNA Knockouts Tag Team Championship (1 vez) – con Masha Slamovich
- Westside Xtreme Wrestling
  - wXw Women's Championship (1 vez, inaugural)[25][26]